# Chi Phoenicis
Chi Phoenicis är en underjätte i stjärnbilden Fenix.
Stjärnan har visuell magnitud +5,14 och är synlig för blotta ögat vid normal seeing. Den befinner sig på ett avstånd av ungefär 375 ljusår.